# إيفيكا مايستوروفيتش
إيفيكا مايستوروفيتش (بالألمانية: Ivica Majstorović) هو لاعب كرة قدم ألماني في مركز الوسط، ولد في 20 سبتمبر 1981 في ميونخ في ألمانيا. لعب مع النادي الرياضي بكالوني وباس جيانينا ونادي أونترهاخينغ ونادي بانيونيوس ونادي ماترسبرغ.

## وصلات خارجية
- إيفيكا مايستوروفيتش على موقع قاعدة بيانات كرة القدم.إي يو (الإنجليزية)
- إيفيكا مايستوروفيتش على موقع Soccerway.com (الإنجليزية)
- إيفيكا مايستوروفيتش على موقع عالم كرة القدم.نت (الإنجليزية)